# 法律逻辑学
法律逻辑学目前还没有一个统一的学术体系，个人的学术观点大量存在，有时候，我们甚至可以看见很怪异和很冷僻的研究。这种研究的困难正在于，法学家不愿意把精力放在一种方法论上，而仅仅知道方法论的人，未必对法律有什么兴趣。
法律逻辑，更早的渊源，可以追溯到智者，可以认为他们是天生的法律人，且以逻辑为主要学术工具。第一个智者普罗塔哥拉，他不仅为一个城邦立法，他还亲自教授学生以逻辑方法（按罗素的说法，“智者”差不多就是教授的意思）。一个流传广泛且至今难解的悖论是，普罗塔哥拉悖论，这是一个编造的故事，在罗马时代的《阿提卡之夜》里有记载，大意是说他告他的学生不交学费，但是由于口头合同有约定：“在学生第一次胜诉的时候才交纳欠缴的学费”。结果师生产生了不同解释。其他智者更多的贡献是培养法律方面的学生。稍后，苏格拉底在价值分析方面，对现今的很多法理学术语进行了逻辑研究，他使用的问答法影响了美国现代的案例教学法，一般我们不得不称其为苏格拉底教学法。苏格拉底的弟子柏拉图贡献了辩证法，其实也不过是定义和划分技术的发展而已，柏拉图对法学的贡献显然是希腊最伟大的贡献之一。亚里士多德完成了逻辑学的集大成，同时他也是法学上的伟大贡献者，他的三段论直接产生了近代的司法三段论，他的《修辞学》比较成功地启示了人们对法庭辩论的研究。
真正的法律逻辑，应当是在罗马时期，几乎所有健全的法律概念和法律技术都成就于罗马时代。这是它影响世界的超文化因素。
近代成文法主义非常推崇法律逻辑，但是他们研究的是司法格式，而不是具体的法律技术。
现代法学，在两个方面已经不可避免地，必须以法律逻辑的方式来进行研究。一个是，法律解释的方法论，人们在争论法律推理是可形式化的还是不可形式化的。如果按照可形式化的观点研究，法律解释最终可以归结为一种形式化评价工作，形式平台是一样的，但是价值初始极其不一样，这种研究明确了形式和价值的区别。法律逻辑另外一个方向是，诉讼事实的论证问题，人们期待知道法律上的论证是何种性质的，证明的可能性怎么样，证明的技术和手段是什么，证据方面有什么是独立于逻辑规则甚至反逻辑规则的，以及这些变异何以可能的原因。